# Người Hobbit: Đại chiến Năm cánh quân
Người Hobbit: Đại chiến Năm cánh quân (tựa gốc: The Hobbit: The Battle of the Five Armies) là một bộ phim điện ảnh sử thi kỳ ảo của Mỹ công chiếu năm 2014 do Peter Jackson làm đạo diễn, với phần kịch bản được Jackson, Fran Walsh, Philippa Boyens và Guillermo del Toro cùng chắp bút. Đây là phần thứ ba và phần cuối trong loạt phim chuyển thể ba phần của Peter Jackson dựa trên cuốn tiểu thuyết The Hobbit của J. R. R. Tolkien, sau các phần trước là Hành trình vô định (2012) và Đại chiến với rồng lửa (2013); ba phần phim kể trên cùng nằm trong loạt tiền truyện loạt bộ ba phim điện ảnh Chúa tể những chiếc nhẫn của Jackson.
Tác phẩm do New Line Cinema, Metro-Goldwyn-Mayer, Warner Bros. Pictures và WingNut Films hợp tác sản xuất. Riêng Warner Bros còn làm nhà phân phối bộ phim. Đại chiến Năm cánh quân có buổi chiếu ra mắt ở Luân Đôn vào ngày 1 tháng 12 năm 2014, sau đấy được phát hành vào ngày 11 tháng 12 năm 2014 tại New Zealand, 12 tháng 12 năm 2014 tại Liên hiệp Anh và ngày 17 tháng 12 năm 2014 tại Mỹ. Phim có sự tham gia diễn xuất của Martin Freeman, Ian McKellen, Richard Armitage, Evangeline Lilly, Luke Evans, Lee Pace, Benedict Cumberbatch, Ken Stott, Aidan Turner, Dean O'Gorman, Billy Connolly, Graham McTavish, James Nesbitt, Stephen Fry và Ryan Gage. Dàn diễn viên của phim còn góp mặt Cate Blanchett, Ian Holm, Christopher Lee, Hugo Weaving và Orlando Bloom. Đây là phim cuối của Holm trước khi ông mất vào năm 2020, cũng như đánh dấu vai diễn xuất người đóng cuối của Lee, mặc dù ông có lồng tiếng cho một số bộ phim sau khi mất vào năm 2015.
Tác phẩm nhận được những đánh giá trái chiều từ giới phê bình và thu về hơn 962 triệu USD toàn thế giới, trở thành phim điện ảnh có doanh thu cao thứ hai trong năm 2014 (xếp sau Transformers 4: Kỷ nguyên hủy diệt). Tại lễ trao giải Oscar lần thứ 87, phim nhận được một đề cử cho biên tập âm thanh xuất sắc nhất.

## Nội dung
Bilbo và những Người lùn đứng từ Núi Cô đơn để theo dõi rồng Smaug đốt trụi Laketown. Bard vượt ngục và sau đó giết chết Smaug bằng mũi tên đen. Thi thể của Smaug rơi xuống đè chết Thị trưởng Laketown và đồng bọn của y trong lúc chúng đang trốn thoát trên chiếc thuyền chở đầy vàng. Bard trở thành thủ lĩnh mới của Laketown và hướng dẫn dân chúng tìm kiếm nơi ẩn náu trong đồng đổ nát của vùng đất Dale. Sau khi trở thành chủ nhân của kho báu đồ sộ trong núi, Thorin ám ảnh với viên đá Arkenstone đến mức ra lệnh tìm kiếm nó, song Bilbo đã tìm thấy viên đá trước và giấu đi. Sau khi hay tin những người sống sót của Laketown chạy lánh nạn đến Dale, Thorin ra lệnh đóng cửa lối vào Núi Cô đơn.
Trong khi đó, Galadriel, Elrond và Saruman đặt chân đến Dol Guldur để giải thoát cho Gandalf, đưa ông cùng Radagast đến nơi an toàn. Họ chiến đấu và đánh bại Nazgûl rồi đối mặt với Sauron không có hình hài cụ thể. Galadriel đánh bại y trong cuộc đấu bằng trí lực, đuổi y và bè lũ về phía đông. Trên đường hành quân đến Erebor với quân đội Orc hùng hậu, Azog cử con trai Bolg tới Núi Gundabad để triệu tập đội quân thứ hai của chúng. Legolas và Tauriel chứng kiến quân đội của Bolg đang di chuyển, đặc biệt có sự hỗ trợ của quỷ Orc berserker và những con dơi khổng lồ.
Thranduil và quân đội tộc Elf đặt chân đến Dale để đòi lại kho báu vốn thuộc về họ nhưng bị Vua người lùn Thrór chiếm giữ. Bard yêu cầu Thorin chia phần vàng như đã hứa cho người dân Laketown trước đó, song Thorin từ chối. Gandalf đến Dale để cảnh báo Bard và Thranduil về Azog, nhưng Thranduil phớt lờ ông. Bilbo lẻn đem viên Arkenstone ra khỏi Erebor và trao nó cho Thranduil và Bard, để họ có thể thực hiện phi vụ trao đổi lấy kho báu và ngăn chặn một trận chiến. Thorin giận dữ từ chối yêu cầu từ họ, làm Bilbo lên tiếng khiển trách ông vì để lòng tham mù quáng làm ảnh hưởng đến phán quyết của mình. Thorin suýt giết chết Bilbo song bị Gandalf cản lại. Người em họ Dáin của Thorin đem đội quân Người lùn của mình đến, rồi một trận chiến nổ ra giữa Người lùn chống lại tộc Elf và Người thường, rồi đội quân của Azog xuất hiện. Lực lượng của Dáin, Thranduil và Bard, cùng với Gandalf và Bilbo ngay lập tức liên hợp chống lại bầy Orc. Một mặt trận nữa nổ ra khi đám Orc tấn công Dale, buộc Bard phải rút quân về thành cố thủ.
Bên trong Erebor, Thorin bị ảo giác sang chấn tâm lý, trước khi dần tỉnh táo lại và dẫn dắt đồng đội ra chiến trận. Ông phối hợp với Dwalin, Fíli và Kíli để phục kích Azog; Bilbo theo đuôi họ bằng cách sử dụng nhẫn ma thuật của mình để di chuyển vô hình trong trận chiến. Trong khi ấy, Tauriel và Legolas đến cảnh bảo với Người lùn rằng Bolg sắp đến. Azog giết chết Fíli trước sự chứng kiến của Bilbo và những Người lùn khác trong sự bất lực. Bolg chiếm ưu thế trước Tauriel và rồi giết chết Kíli sau khi anh đến hỗ trợ cô. Legolas chạm trán với Bolg và sau cùng kết liễu y. Đại bàng khổng lồ bay đến cùng Radagast và Beorn, và cuối cùng bầy Orc bị đánh bại. Ở đoạn cao trào, Thorin giao chiến tay đôi với Azog và giết được y, song cũng mất mạng vì vết thương trong cuộc chiến. Bilbo làm hòa với Thorin đang hấp hối, còn Tauriel thương tiếc người yêu Kili, với Thranduil chính thức thừa nhận tình yêu của họ. Thranduil khuyên Legolas nên tìm kiếm một kỵ binh của Dunedain ở phía bắc có tên là Strider. Thorin được đem chôn cất cùng viên Arkenstone bên cạnh Kili và Fili, còn Dáin lên làm vua.
Khi nhóm đồng đội của Thorin dần ổn định ở Erebor, Dale cũng bắt đầu phục hồi kinh tế với Bard làm thủ lĩnh, Bilbo nói lời chia tay với các thành viên còn lại của đoàn và lên đường trở về quê làng Shire cùng Gandalf. Khi hai người chuẩn bị chia tay ở ngoại ô Shire, Gandalf thừa nhận có biết chiếc nhẫn của Bilbo và cảnh báo anh về nó, dẫu vậy Bilbo cam đoan với ông rằng anh đã làm mất cái nhẫn. Bilbo trở về Bag End thì thấy đồ đạc của mình bị bán đấu giá vì người ta tưởng anh đã chết. Anh ngăn vụ đấu giá và bắt đầu dọn dẹp nhà cửa, trong khi vẫn còn đeo chiếc nhẫn trên tay mình. 60 năm sau, Bilbo đón Gandalf ghé thăm nhân dịp sinh nhật 111 tuổi.

## Phân vai
- Martin Freeman vai Bilbo Baggins
  - Ian Holm vai Bilbo Baggins già
- Ian McKellen vai Gandalf Xám

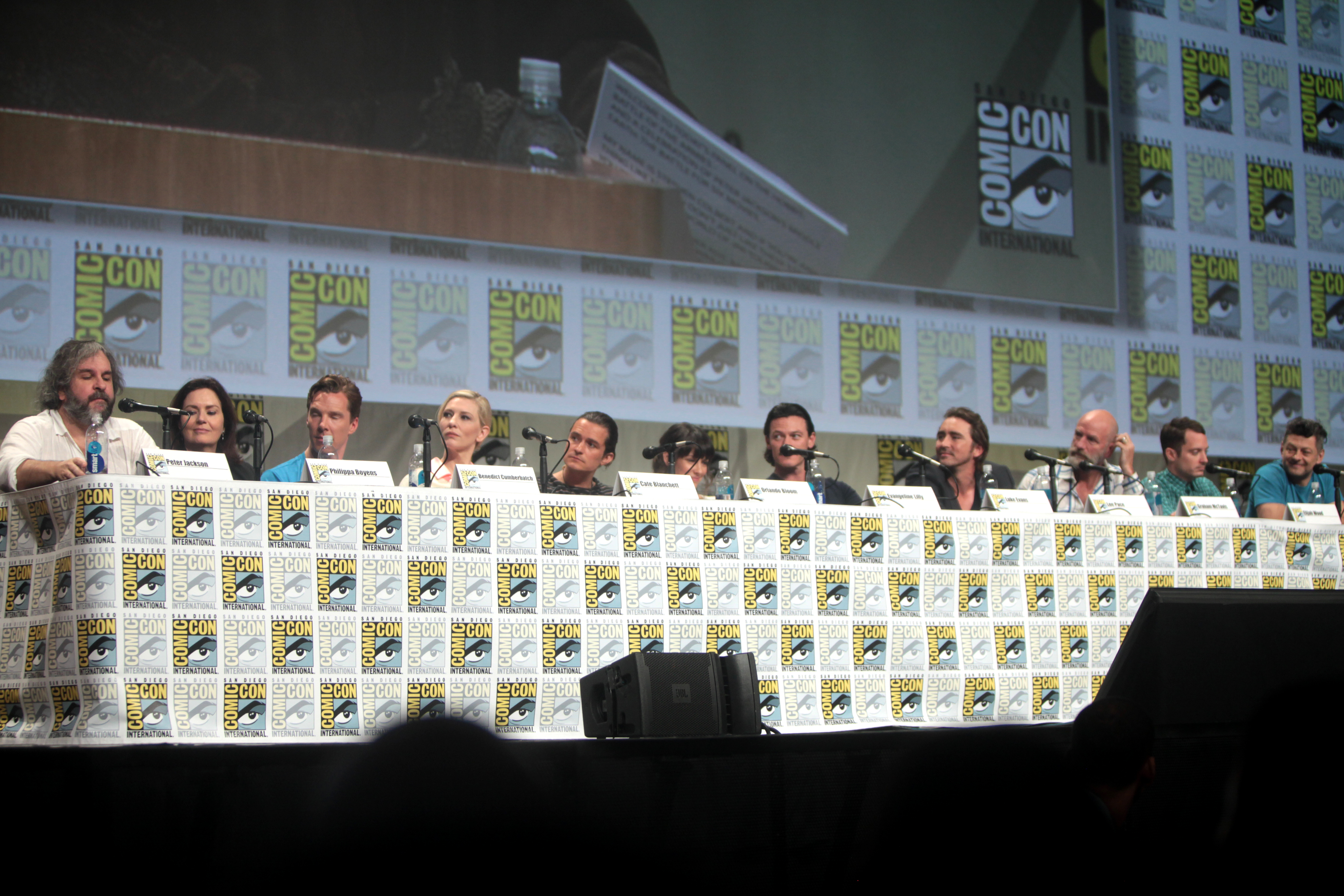
Dàn diễn viên của Đại chiến Năm cánh quân tại SDCC 2014.

- Richard Armitage vai Thorin Oakenshield đệ II[5]
- Orlando Bloom vai Legolas
- Evangeline Lilly vai Tauriel
- Luke Evans va Bard
- Benedict Cumberbatch vai Smaug / Sauron[5]
- Lee Pace vai Thranduil[6]
- Graham McTavish vai Dwalin
- Ken Stott vai Balin
- Aidan Turner vai Kíli[6]
- Dean O'Gorman vai Fíli
- Manu Bennett vai Azog
- Mark Hadlow vai Dori
- Jed Brophy vai Nori
- Adam Brown vai Ori
- John Callen vai Óin
- Peter Hambleton vai Glóin
- William Kircher vai Bifur
- James Nesbitt vai Bofur[6]
- Stephen Hunter vai Bombur
- Cate Blanchett vai Galadriel[5]
- Hugo Weaving vai Elrond
- Christopher Lee vai Saruman Trắng
- Sylvester McCoy vai Radagast Nâu
- John Tui vai Bolg
- Billy Connolly vai Dáin Chân sắt đệ II
- Mikael Persbrandt vai Beorn
- Stephen Fry vai Thị trưởng Lake-town
- Ryan Gage vai Alfrid Lickspittle
- Mark Mitchinson vai Braga
- John Bell vai Bain
- Peggy và Mary Nesbitt vai Sigrid và Tilda
- Simon London vai Feren

Ngoài ra, các cô con gái của Peter Jackson và Andy Serkis đóng các vai khách mời khi hóa thân thành các cô gái chèo thuyền trong cuộc tấn công của Smaug; huấn luyện viên đóng thế Terry Notary và diễn viên đóng thế Jamie Haugh lần lượt vào các vai người tị nạn của Laketown sau khi nơi này bị phá hủy; Conan Stevens (thủ vai Bolg) cũng vào vai Người giữ ngục, một tướng Orc giữ Gandalf làm con tin, còn những cậu con trai của trợ lý đạo diễn thứ hai Guy Campbell, giám đốc tuyển vai Miranda Rivers và Richard Taylor (sáng lập Weta Workshop) thì thủ vai những đứa trẻ Hobbit trong cảnh đấu giá.

## Sản xuất

### Phát triển
Lúc đầu The Hobbit dự định được dựng thành hai phần phim, nhưng Jackson xác nhận đã lên kế hoạch làm phần ba vào ngày 30 tháng 7 năm 2012, biến bản chuyển thể The Hobbit của ông thành một loạt phim ba phần. Theo Jackson, phần ba sẽ có nội dung về cuộc đại chiến 5 cánh quân và sử dụng bao quát phần phụ lục trong nguyên tác của Tolkien để mở rộng câu chuyện về Trung Địa (xuất bản ở bìa sau cuốn The Return of the King). Jackson cũng chia sẻ rằng trong khi phần ba sẽ sử dụng cảnh quay vốn dược ghi hình cho hai phần đầu tiên, phim cũng vẫn cần ghi hình bổ sung. Phần ba được đặt tựa là There and Back Again vào tháng 8 năm 2012. Tháng 4 năm 2014, Jackson đổi tựa phim thành The Battle of the Five Armies (Đại chiến Năm cánh quân) vì ông nghĩ tựa đề mới phù hợp với tình tiết của phim hơn. Ông đăng trên trang Facebook cá nhân: "There and Back Again dường như là tên phù hợp cho phần phim thứ hai kể về nhiệm vụ lấy lại Erebor, khi Bilbo đặt chân đến đó, và cuộc khởi hành đều nằm trong phần hai. Nhưng với ba phần phim, đột nhiên tựa trên lại đặt nhầm chỗ—sau tất cả, Bilbo đã đặt chân đến 'nơi đó' trong Đại chiến với Smaug." Shaun Gunner (chủ tịch của Hiệp hội Tolkien) lên tiếng ủng hộ quyết định trên: "Đại chiến Năm cánh quân không chỉ nắm bắt trong tâm của phim tốt hơn, mà còn truyền tải bản chất của câu chuyện chính xác hơn."

### Nhạc phim
Cũng giống như các phần phim trước, Howard Shore là tác giả nhạc nền bộ phim. Conrad Pope (người chỉ huy dàn nhạc) và James Sizemore đã soạn nhạc cho dàn nhạc giao hưởng New Zealand và cho hai dàn nhạc Gamelan, trong khi ấy dàn hợp xướng của London Voices và Tiffin boys được thu tâm tại AIR Lyndhurst, Luân Đôn. Nhạc nền có một ít phần nhạc hiệu mới cho Dain, nhạc chuẩn bị khai chiến của Gundabad (sử dụng một "điệp khúc" của sáo didgeridoo) và người lùn, nhưng chú trọng hơn vào khâu pha trộn và mâu thuẫn các đề tài với nhau, cuối cùng biến các đề tài thành một giải pháp. Billy Boyd (người đóng Peregrin Took trong Chúa tể những chiếc nhẫn) đã sáng tác và thu âm ca khúc "The Last Goodbye" được bật suốt phần chạy chữ cuối phim.

## Phân phối

### Tiếp thị
Một teaser trailer của phim được phát hành vào ngày 28 tháng 7 năm 2014 cùng với các phim Vệ binh dải Ngân Hà, Cuồng phong thịnh nộ và If I Stay. Trailer chiếu rạp thứ hai được trình làng vào ngày 6 tháng 8 năm 2014 cùng với hai phim Hố đen tử thần và The Hunger Games: Húng nhại – Phần 1. Để quảng bá ngày phim ra rạp, câu lạc bộ bóng đá trú tại Wellington, Wellington Phoenix đã mặc một chiếc áo đấu đặc biệt được thiết kế để kỷ niệm phần mở đầu của Người Hobbit: Đại chiến Năm cánh quân. Chiếc áo đấu đặc chế theo đề tài điện ảnh được mặc đúng một lần, vào ngày 13 tháng 12 năm 2014. Trong lịch chiếu phim ở Nhật Bản vào ngày 13 tháng 12, Warner Bros. đã hợp tác với công ty game di động A-Lim nhằm đưa Bilbo, Gandalf và Legolas vào trò chơi Brave Frontier vào cuối tháng 12 dưới dạng các đơn vị của Vortex Dungeon. Chiến dịch chỉ kéo dài đến tháng 2 năm 2015. Smaug có một màn xuất hiện khách mời (do WETA xử lý hoạt họa và lại được lồng tiếng bởi Cumberbatch) trong chương trình châm biếm The Colbert Report vào ngày 12 tháng 12 năm 2014 nhằm quảng bá bộ phim.

### Trò chơi điện tử
Hai trò chơi điện tử đã được phát triển trùng với thời điểm phim ra rạp. Một trò chơi điện tử đối kháng ăn theo mang tên The Hobbit: Battle of the Five Armies – Fight for Middle Earth cũng ra mắt cùng lúc với bộ phim trên các nền tảng Android và iOS, song bị người dùng và giới phê bình đánh giá tiêu cực. Một trò chơi điện tử đề tài hành động-phiêu lưu có tên Middle-earth: Shadow of Mordor được phát hành cho Microsoft Windows, PlayStation 4 & Xbox One vào tháng 10 năm 2014 và cho PlayStation 3 và Xbox 360 vào ngày 21 tháng 11, tức gần một tuần trước buổi ra mắt phim toàn thế giới tại Luân Đôn vào ngày 1 tháng 12 năm. Những sự kiện trong game lấy bối cảnh trực tiếp ngay sau khi Sauron chạy tới Mordor, thoát khỏi Hội đồng Trắng, được thể hiện ở phần mở đầu. Game dự kiến là sự kết hợp giữa loạt phim The Hobbit và và loạt phim Chúa nhẫn.

### Chiếu rạp
Mặc dù lúc đầu ấn định ngày khởi chiếu vào tháng 7 năm 2014; tuy nhiên lịch phát hành phim bị rời sang tháng 12. Buổi chiếu ra mắt toàn cầu của Người Hobbit: Đại chiến Năm cánh quân được tổ chức ở Luân Đôn tại rạp Leicester Square vào ngày 1 tháng 12 năm 2014. Phim khởi chiếu tại các rạp vào ngày 11 tháng 12 năm 2014 ở New Zealand, ngày 12 tháng 12 tại Liên hiệp Anh vào ngày 17 tháng 12 tại Mỹ. Warner Bros đã phát hành phim vào ngày 18 tháng 12 tại Hy Lạp và ngày 26 tháng 12 tại Úc. Tác phẩm được trình chiếu ở Trung Quốc vào ngày 23 tháng 1 năm 2015. Một bản phim mở rộng được tái chiếu một đêm duy nhất vào ngày 13 tháng 10 năm 2015, đi kèm với một lời chào đặc biệt tới từ Peter Jackson.

### Băng đĩa tại gia
Người Hobbit: Đại chiến Năm cánh quân được phát hành vào ngày 6 tháng 3 năm 2015 trên các đĩa kĩ thuật số từ các cửa hàng bán đĩa lẻ. Đĩa DVD và Blu-ray được phát hành vào ngày 24 tháng 3 năm 2015 tại Mỹ. Đĩa phim đứng đầu bảng xếp hạng băng đĩa tại gia trong tuần mở màn. Một bản mở rộng của phim, với thêm một thước phim dài 20 phút và nhạc nền được phát hành trên đĩa kĩ thuật số HD vào ngày 20 tháng 10 và trên DVD, Blu-ray và Blu-ray 3D vào ngày 17 tháng 11 năm 2015 tại Mỹ và vào ngày 23 tháng 11 năm 2015 tại Liên hiệp Anh.
Đại chiến Năm cánh quân được phát hành dưới dạng Ultra HD Blu-ray vào ngày 30 tháng 11 năm 2020 tại Liên hiệp Anh và ngày 1 tháng 11 năm 2020 tại Mỹ, cùng với những phim khác trong loạt bộ ba, bao gồm cả những bản chiếu rạp và mở rộng của các bộ phim.

#### Nhãn người xem
Khôn giống như nhãn PG-13 của bản chiếu rạp, bản phim mở rộng bị dán nhãn R bởi MPAA vì "một vài [yếu tố] bạo lực", biến tác phẩm trở thành phim đề tài Trung Địa duy nhất bị dán nhãn hạn chế người xem và là một trong số ít phim dựa trên sách thiếu nhi bị dán nhãn R. Tương tự, tác phẩm cũng bị Hội đồng phân loại phim Úc dán nhãn MA15+ bởi chứa các yếu tố "bạo lực kỳ ảo nặng" còn BBFC cấp cho phim chứng chỉ 15 vì yếu tố "bạo lực nặng", là phim đề tài Trung Địa bị dán nhãn đó.

## Đón nhận

### Doanh thu phòng vé
Giống như những phần phim trước, Người Hobbit: Đại chiến Năm cánh quân  gặt hái thành công lớn về doanh số bán vé. Phim thu về tổng cộng 255,1 triệu USD tại Mỹ-Canada và 707,1 triệu USD tại những vùng lãnh thổ khác, nâng tổng doanh thu toàn cầu lên 962,2 triệu USD. Với bản chiếu rạp gốc, phim thu về hơn 956 triệu USD, trở thành phim ăn khách thứ hai của năm 2014 (sau Transformers: Kỷ nguyên hủy diệt). Deadline Hollywood tính toán lợi nhuận ròng của tác phẩm là 103,4 triệu USD. Phim không thể thu về 1 tỷ USD tại phòng vé, mặc cho dự đoán của nhiều chuyên gia rằng phim sẽ cán mốc đó. The Hollywood Reporter cho rằng Đại chiến Năm cánh quân khó lấy được 1 tỷ USD toàn thế giới vì "tỷ giá hối phiếu tụt giảm toàn cẩu" trong năm đó, Warner Bros. và MGM cuối cùng dự kiến thu về 90 triệu USD thấp hơn so với kỳ vọng vì đồng đô la tăng và đồng ngoại tệ tụt dốc. Tuy nhiên, mặc cho thất bại này, Forbes nhận định rằng loạt phim bộ ba là "một cuộc đại thắng doanh số với tất cả các bên".

#### Canada và Mỹ
Tại Mỹ và Canada, đây là phim có doanh số thấp nhấp trong bộ ba phim The Hobbit, và cũng là thấp nhất trong 6 phim chuyển thể đề tài Trung Địa, nhưng là phim ăn khách thứ 6 của năm 2014. Tác phẩm khởi chiếu vào ngày 16 tháng 12 năm 2014 tại khắp 3.100 cụm rạp và tăng lên con số 3.875 rạp vào ngày hôm sau. Bộ phim mang về 11,2 triệu USD từ những buổi chiếu vào đêm muộn Thứ Ba (cao thứ hai của năm 2014), đạt được cùng lợi nhuận như Vệ binh dải Ngân Hà; cả hai phim đứng sau The Hunger Games: Húng nhại – Phần 1 (17 triệu USD), trong đó 2,5 triệu USD vượt hơn 22% đến từ các buổi chiếu IMAX. Thành tích này đã phá kỷ lục cho buổi chiếu sớm phim chuyển thể đề tài Trung Địa mà Đại chiến với rồng lửa từng nắm giữ với 8,8 triệu USD. Sau đấy phim đứng đầu phòng vé trong ngày khởi chiếu (Thứ Tư, 17 tháng 12 năm 2014), kiếm về 24,5 triệu USD (tính cả những buổi chiếu sớm), là phim chuyển thể Trung Địa có doanh thu ngày khởi chiếu cao thứ ba vào Thứ Tư sau những buổi khởi chiếu của Chúa tể những chiếc nhẫn: Sự trở lại của nhà vua (34,5 triệu USD) và Chúa tể những chiếc nhẫn: Hai tòa tháp (26,2 triệu USD). Tổng cộng, tác phẩm gặt hái 57,4 triệu USD tại trong 3 ngày chiếu đầu truyền thống và 89,1 triệu USD trong chuỗi 5 ngày chiếu, trở thành phim khởi chiếu ăn khách thứ trong loạt The Hobbit, đánh bại doanh thu khởi chiếu 86,1 triệu USD của Đại chiến với rồng lửa, song vẫn xếp sau 100,2 triệu USD trong 5 ngày chiếu đầu của Hành trình vô định. Tuy nhiên, trong chuỗi 3 ngày chiếu, phim thể hiện doanh số dưới kỳ vọng và kém hơn các phần phim trước. Tác phẩm thiết lập kỷ lục chiếu mở màn bằng IMAX vào tháng 12 với 13,4 triệu USD (từng được nắm giữ bởi Điệp vụ bất khả thi: Chiến dịch bóng ma). Suất chiếu 3‑D chiếm 49% tổng doanh thu trong khi suất chiếu IMAX tăng 15% (hơn 13,4 triệu USD trong hơn 5 ngày), và 7,4 triệu USD trong hơn 3 ngày, còn những suất chiếu tại những rạp có màn hình khổng lồ chất lượng cao chiếm 8% tổng doanh tuần mở màn với 7,2 triệu USD từ 396 cụm rạp. Phim vượt mốc 100 triệu USD trong ngày chiếu thứ bảy (23 tháng 12 năm 2014). Tác phẩm trở thành phim thứ ba của năm 2014 kiếm được 100 triệu USD trong chưa đầy một tuần sau The Hunger Games: Húng nhại – Phần 1 của Lionsgate (168,7 triệu USD trong tuần chiếu mở màn) và Vệ binh dải Ngân Hà của Disney/Marvel (134,4 triệu USD trong tuần chiếu đầu tiên). Phim xếp đầu phòng vé tại Mỹ và Canada trong 3 dịp cuối tuần liên tiếp mặc cho cạnh tranh với nhiều phim mỗi dịp cuối tuần, nhưng cuối cùng bị Taken 3 soán ngôi trong tuần thứ tư.

#### Những nước khác
Phim bắt đầu được trình chiếu tại thị trường quốc tế sớm một tuần so với khi được chiếu rộng rãi tại Bắc Mỹ. Phim khởi chiếu ngày 10 tháng 12 năm 2014 tại 11 nước thuộc thị trường châu Âu, kiếm được 11.3 triệu USD và vào 11 tháng 12 năm 2014 tại thêm 17 thị trường nữa, thu về 13,7 triệu USD, nâng tổng doanh thu trong hai ngày lên 26,6 triệu USD và đứng đầu bảng xếp hạng phòng vé ở mỗi vùng lãnh thổ. Mặc dù vào 14 tháng 12 năm 2015, phim có tổng doanh số mở màn dịp cuối tuần là 122,2 triệu USD từ 37 nước ở 15.395 cụm rạp, xếp đầu phòng vé và vượt trội hai phần phim trước trên cơ sở đồng nội tệ và tiền bán vé. 21% tổng doanh thu (86,7 triệu US) đến từ các suất chiếu 3‑D. Tuy nhiên, doanh số dịp cuối tuần vẫn thấp hơn so với những buổi khởi chiếu của Hành trình vô định (138 triệu USD) và Đại chiến với rồng lửa (135,4 triệu USD) — tất cả đều trên cơ sở đồng đô la. Tác phẩm thiết lập kỷ lục khởi chiếu IMAX vào tháng 12 với 6,4 triệu USD ở khắp 160 rạp IMAX, từng do Hành trình vô định nắm giữ với 5,03 triệu USD. Phim khởi chiếu ở 59 quốc gia nữa trong dịp cuối tuần thứ hai và mang về 109 triệu USD từ 19.315 cụm rạp, vẫn nắm giữ ngôi đầu bảng và giảm dần 13% do cạnh tranh với những phim nhỏ. Trong dịp cuối tuần thứ ba, phim lấy về thêm 89 triệu USD, vẫn nắm giữ ngôi đầu. Phim xếp đầu phòng vé ngoài Bắc Mỹ trong 4 tuần liên tiếp và tổng cộng 5 dịp cuối tuần.
Phim gặt hái được nhiều kỷ lục trong dịp cuối tuần khởi chiếu. Phim thiết lập kỷ lục mở màn mọi thời đại của Warner Bros. tại Nga (13,8 triệu USD), Argentina (2,1 triệu USD), Thụy Điển và Phần Lan. Tác phẩm còn sở hữu kỷ lục khởi chiếu của năm 2014 tại Đức (20,5 triệu USD), Pháp (15,1 triệu USD) và Tây Ban Nha (6,3 triệu USD). Đây còn là bộ phim thuộc loạt Trung Địa mở màn tốt nhất tại Liên hiệp Anh (15,2 triệu USD) và Mexico (6,3 triệu USD). Tại Brazil, phim ghi dấu khởi chiếu cao thứ 2 trong lịch sử Warner Bros với 6,8 triệu USD (xếp sau Harry Potter và Bảo bối Tử thần – Phần 2). Tại Úc, phim được phát hành vào ngày 26 tháng 12 năm 2014 và lập kỷ lục ngày khởi chiếu với 5,6 triệu USD, xếp sau Harry Potter và Bảo bối Tử thần – Phần 2 (7,092 triệu USD), Biệt đội siêu anh hùng (6 triệu USD) và Người Hobbit: Đại chiến với rồng lửa (5,9 triệu USD). Phim tiếp tục kiếm về 10,1 triệu USD trong dịp cuối tuần đầu tiên. Tác phẩm lập kỷ lục khởi chiếu trong lịch sử Warner Bros. tại Trung Quốc, nơi đem về 49,8 triệu USD trong dịp cuối tuần khởi chiếu (kỷ lục từng do Siêu đại chiến nắm giữ). Suất chiếu IMAX đã tăng tổng doanh số thêm 6,8 triệu USD nữa, từng là phim chiếu trong ba ngày bằng IMAX ăn khách thứ hai sau 10 triệu USD của Transformers: Kỷ nguyên hủy diệt'. Những buổi khởi chiếu tốt đã được ghi nhận tại Hàn Quốc (10,4 triệu USD), Ba Lan (5,6 triệu USD), Ý (5,6 triệu USD), Malaysia (3 triệu USD) và Đài Loan (2,8 triệu USD). Về mặt tổng doanh thu, những thị trường chiếu phim ăn khách nhất là Trung Quốc (121,7 triệu USD), Liên hiệp Anh, Ireland & Malta (61,3 triệu USD) và Úc (27 triệu USD).

### Đánh giá chuyên môn
MTV cho biết những đánh giá sớm dành cho Người Hobbit: Đại chiến Năm cánh quân "nhìn chung là tích cực" khi các nhà phê bình khen ngợi "nguồn năng lượng, thời lượng phim ngắn hơn và cái kết đủ thỏa mãn". Theo IBT, những bài đánh giá đa phần là tích cực; các nhà phê bình "khen ngợi nỗ lực của Peter Jackson để chuyển thể cuốn tiểu thuyết kỳ ảo của J. R. R. Tolkien thành một loạt ba phim phiêu lưu sử thi". Theo CBS News, giới phê bình cho rằng phim "sẽ làm hài lòng người hâm mộ" song "mặt khác, có thể đáng công chờ phim ra đĩa để thuê". Oliver Gettel của nhật báo Los Angeles Times cho rằng các nhà phê bình nhất trí bộ phim là "một phần cuối chưa hoàn thiện song hợp lý với loạt bộ ba The Hobbit". Trang web hệ thống tổng hợp kết quả đánh giá Rotten Tomatoes dành cho phim 59% lượng tán thành dựa trên 261 bài đánh giá, đạt điểm trung bình 6,30/10. Trang web nhất trí rằng "Mặc dù phần nào choáng ngợp trước cảnh tượng riêng của phim, Người Hobbit: Đại chiến Năm cánh quân khép lại chuỗi ba phim Trung Địa thứ hai của Peter Jackson ở mức hài lòng chấp nhận được". Phim còn nhận số điểm 59/100 trên Metacritic dựa theo 46 phê bình gia, thể hiện "những đánh giá trái chiều hoặc trung bình". Trong cuộc thăm dò của CinemaScore tiến hành trong dịp cuối tuần khởi chiếu, khán giả điện ảnh chấm phim điểm trung bình "A–" trên thang từ A+ tới F, cùng điểm số với các phần trước.
Scott Foundas của tạp chí Variety nhận xét: "Kết quả là phim vừa là phần phim hấp dẫn nhất trong loạt bộ ba, vừa trôi chóng vánh nhất (thời lượng 144 phút tương đối nhẹ) và cũng u tối nhất—cả về mặt hình ảnh lẫn về những thế lực khuấy động trái tim của con người, người lùn và orc." Todd McCarthy của báo The Hollywood Reporter bình luận: "Sau 6 phim, 13 năm và 1031 phút tổng thời lượng tích lũy, Peter Jackson đã kết thúc màn tạ lễ hậu hĩnh đồ sộ của mình trước bàn thờ J.R.R. Tolkien bằng một bộ phim có thể xem là giải trí thuần túy nhất trong cả loạt phim." Andrew Pulver của The Guardian cho rằng "Bộ phim này là một chiếc mũ thích hợp với một loạt phim mở rộng, chắc chắn đã thay đổi vị thế của Tolkien trong một nền văn hóa lớn hơn." Chris Tilly từ trang IGN Movies nhận định "Có chút nhồi nhét quá đà trong phần phim Hobbit cuối, và cảnh hay nhất (không nghi ngờ gì nữa) chính là cảnh đầu tiên của phim. Nhưng trận đánh tâm điểm quả thực là hoành tráng, khi 'Kỷ nguyên của Orc' tới, nó hoàn thiện câu chuyện đặc sắc này theo lối gây xúc động và chạm đến cảm xúc." Russell Baillie của The New Zealand Herald cho rằng Người Hobbit: Đại chiến Năm cánh quân "có gì đó ít hơn 'chương xác định' trong thời lượng của Jackson ở Trung Địa như thể đã được niêm yết. Nhưng về mặt hành động, phim đi kèm với một tiếng nổ lớn gây thích thú."
Trái ngược với những nhận xét trên, Inkoo Kang của TheWrap cho rằng "Thời lượng dài 144 phút thể hiện những khuynh hướng tệ nhất của Jackson: những cảnh chiến đấu dài vô tận, những cái kết cẩu thả và cộc lốc, những mối tình lãng mạn kỳ lạ, tính thời gian lệch nhịp của truyện tranh và mới đây (trong trường hợp này) là fan service kiểm tra tính kiên nhẫn." Tim Robey của The Daily Telegraph ví tác phẩm là "một đoạn văn về các steroid, không quá tệ mà cũng ít gây bất ngờ. Đây là một loạt cước chú dậm chân tìm kiến đoạn cao trào." Nicholas Barber của BBC viết rằng với loạt phim The Hobbit, Jackson đã thành công trong việc rút ngắn khoảng cách giữa The Hobbit và Chúa tể những chiếc nhẫn, còn Đại chiến Năm cánh quân là "một thành tựu đồ sộ về mặt kĩ thuật", song ông cũng phê phán bộ phim không hấp dẫn bởi "những cảnh chiến đấu lặp đi lặp lại và thiếu cốt truyện". Nicolas Rapold của báo The New York Times bình luận: "Bilbo hoàn toán có thể học được ý thức về tình bạn và trách nhiệm, có khá nhiều câu chuyện để kể, nhưng ở mặt nào đấy, Ngài Jackson mất đi phép màu nhiều rồi."

### Giải thưởng
| Năm  | Giải thưởng                              | Hạng mục                                            | Tác phẩm/người nhận                                              | Kết quả   | Chú thích |
| ---- | ---------------------------------------- | --------------------------------------------------- | ---------------------------------------------------------------- | --------- | --------- |
| 2014 | Liên hoan phim Heartland                 | Truly Moving Picture Award                          | Người Hobbit: Đại chiến Năm cánh quân                            | Đoạt giải | [ 99 ]    |
| 2014 | Giải hội phê bình phim Phoenix           | Hiệu ứng hình ảnh xuất sắc nhất                     | Joe Letteri, Matt Aitken, Eric Saindon, Scott Chambers           | Đề cử     | [ 100 ]   |
| 2015 | Giải Oscar                               | Biên tập âm thanh xuất sắc nhất                     | Brent Burge và Jason Canovas                                     | Đề cử     | [ 101 ]   |
| 2015 | Giải Nghiệp đoàn diễn viên màn ảnh       | Dàn diễn viên đóng thế xuất sắc trong phim điện ảnh | Người Hobbit: Đại chiến Năm cánh quân                            | Đề cử     | [ 102 ]   |
| 2015 | Giải lựa chọn của giới phê bình điện ảnh | Hóa trang và làm tóc xuất sắc nhất                  | Người Hobbit: Đại chiến Năm cánh quân                            | Đề cử     | [ 103 ]   |
| 2015 | Giải lựa chọn của giới phê bình điện ảnh | Hiệu ứng hình ảnh xuất sắc nhất                     | Người Hobbit: Đại chiến Năm cánh quân                            | Đề cử     | [ 103 ]   |
| 2015 | Giải Viện làm lâm điện ảnh Liên hiệp Anh | Hiệu ứng hình ảnh đặc biệt xuất sắc nhất            | Joe Letteri, Eric Saindon, David Clayton, R. Christopher White   | Đề cử     | [ 104 ]   |
| 2015 | Hội phê bình phim Denver                 | Ca khúc nhạc phim hay nhất                          | Billy Boyd, Philippa Boyens, Fran Walsh                          | Đề cử     | [ 105 ]   |
| 2015 | Giải Empire                              | Phim hay nhất                                       | Người Hobbit: Đại chiến Năm cánh quân                            | Đề cử     | [ 106 ]   |
| 2015 | Giải Empire                              | Đạo diễn xuất sắc nhất                              | Peter Jackson                                                    | Đề cử     | [ 106 ]   |
| 2015 | Giải Empire                              | Nam diễn viên chính xuất sắc nhất                   | Richard Armitage                                                 | Đề cử     | [ 106 ]   |
| 2015 | Giải Empire                              | Phim khoa học viễn tưởng/kỳ ảo hay nhất             | Người Hobbit: Đại chiến Năm cánh quân                            | Đề cử     | [ 106 ]   |
| 2015 | Giải Sao Thổ                             | Phim kỳ ảo hay nhất                                 | The Hobbit: The Battle of the Five Armies                        | Đoạt giải | [ 107 ]   |
| 2015 | Giải Sao Thổ                             | Kịch bản hay nhất                                   | Fran Walsh, Philippa Boyens, Peter Jackson và Guillermo del Toro | Đề cử     | [ 107 ]   |
| 2015 | Giải Sao Thổ                             | Nam diễn viên phụ xuất sắc nhất                     | Richard Armitage                                                 | Đoạt giải | [ 107 ]   |
| 2015 | Giải Sao Thổ                             | Nữ diễn viên phụ xuất sắc nhất                      | Evangeline Lilly                                                 | Đề cử     | [ 107 ]   |
| 2015 | Giải Sao Thổ                             | Nhạc phim hay nhất                                  | Howard Shore                                                     | Đề cử     | [ 107 ]   |
| 2015 | Giải Sao Thổ                             | Hóa trang xuất sắc nhất                             | Peter King, Rick Findlater và Gino Acevedo                       | Đề cử     | [ 107 ]   |
| 2015 | Giải Sao Thổ                             | Hiệu ứng đặc biệt xuất sắc nhất                     | Joe Letteri, Eric Saindon, David Clayton và R. Christopher White | Đề cử     | [ 107 ]   |